# Casa do Visconde da Parnaíba
A Casa do Visconde da Parnaíba é um casarão histórico, construído no início do século XIX. Foi residência de brigadeiro Manoel de Sousa Martins, Visconde da Parnaíba. Localiza-se na cidade de Oeiras, no estado do Piauí. É um patrimônio histórico tombado pelo Fundação Cultural do Piauí (FUNDAC), na data de 26 de março de 1986, sob o processo de nº 6.611.
Entre 1823 e 1843, abrigou a Sede do Governo e residência do Visconde da Parnaíba. Atualmente é de propriedade privada, utilizada para comércio e residência.

## Arquitetura
De arquitetura colonial, construída no início do século XIX. O imóvel possui um pavimento, edificação em L. Em 2014, o Ministério Publico Estadual precisou intimar o atual proprietário a fazer restaurações no imóvel.